# THE OUTSIDERS
OUTSIDERS（アウトサイダーズ）は、1996年3月に結成された日本のバンドで、アメリカ合衆国から帰国した大橋隆志がリーダー。デビュー・アルバムは1997年の『Rhythm&Psyco』だが、その前年に洋楽のカバー・ライブを邦楽ロックの人々がつづるClassicRockJamに初参加。ここで寺田恵子と出会う。
（このイベントに大橋隆志は、元・聖飢魔IIの多くのメンバーと共に、レギュラー参加となる。しかしこのイベントそのものは、余りメジャーなものではない）
初期のOUTSIDERSには、大橋隆志のギターに憧れてギタリストになったメンバーもいて、彼はアルバムが出る前にこのバンドに在籍して脱退、その後出戻りメンバーになって2001年から2003年2月迄在籍して又脱退。この時制作中だったOUTSIDERSのアルバムが中断してしまい、フリーズ状態になった。
OUTSIDERSはアルバムは3枚を発表、シングルは3枚あるかないか。初期の内はタワー・レコードで通販出来ていた。
その間、1999年に自分のレーベル『R&Pレコード』を旗揚げし、2000年に『ESILES2000』というオムニバスCDも発表している。（後は1999年12月30日に聖飢魔IIの解散ミサに参加）
OUTSIDERSのライブは1997年にはホールでのものもあったが、その後はライブ・ハウスばかりだった様子。バンドが2003年2月、上述の状態になって間もなく、大橋隆志は連絡が取れるようになっていた元CatsInBootsのボーカルだったジョエルの住む米国へ渡り、その夏、3回の日本国内でのCatsInBoots暫定ライブの運びとなっている（再発されたCDライナーでは再結成みたいに書かれていたが、実際はそうならず）
OUTSIDERS時代の曲は、2005年秋に発表された大橋隆志のソロとしての2枚組に、デモやバージョン違いが収録されている。